# Atlantic City International Airport

i7
i11
i13
Der Atlantic City International Airport ist der Flughafen der Stadt Atlantic City im US-Bundesstaat New Jersey. Er wird von der New Jersey Air National Guard militärisch genutzt.

## Lage und Verkehrsanbindung
Der Atlantic City International Airport befindet sich 16 Kilometer nordwestlich des Stadtzentrums von Atlantic City. Er liegt größtenteils auf dem Gebiet des Ortes Egg Harbor Township. Kleinere Teile des Flughafengeländes liegen auf den Gebieten der Orte Galloway Township und Hamilton Township. Nördlich des Flughafens verläuft der U.S. Highway 30, südlich des Flughafens verlaufen der Atlantic City Expressway und der U.S. Highway 40. Zudem verläuft der Garden State Parkway östlich des Flughafens. Der Atlantic City International Airport ist nicht in den öffentlichen Personennahverkehr eingebunden, Fluggäste müssen auf Mietwagen, Taxis und ähnliche Angebote zurückgreifen.

## Geschichte
Der Flughafen wurde 1942 als Stützpunkt der United States Navy auf von der Stadt Atlantic City gepachtetem Land eröffnet. 1958 kaufte die Bundesregierung den Flughafen als Testgelände für die neu gegründete Federal Aviation Agency (FAA), eine 84 Acre große Fläche, auf der sich seit den 1960er Jahren das Empfangsgebäude befindet, verblieb im Eigentum der Stadt.
Am 29. Oktober 1978 nahm Allegheny Airlines erstmals regelmäßige Flugverbindungen von Atlantic City aus auf. 1992 übernahm die South Jersey Transportation Authority (SJTA) das Terminalgebäude von der Stadt, sie übernahm dabei auch 1958 zwischen der Stadt und der Bundesregierung vereinbarte Rückkaufrechte. 1998 übernahm die SJTA die operative Kontrolle über den Flughafen von der FAA. Seit 2013 ist die Port Authority of New York and New Jersey für einige Bereiche zuständig, dazu zählt auch das Marketing.
Seit April 2018 ist das französische Unternehmen VINCI Airports Betreiber des Flughafens.

## Betrieb
Der Atlantic City International Airport wird im Linienverkehr ausschließlich von der Billigfluggesellschaft Spirit Airlines angeflogen. Es bestehen Direktverbindungen zu Zielen innerhalb der Vereinigten Staaten. Die FAA betreibt am Flughafen das William J. Hughes Technical Center. Aufgabe ist Forschung und Entwicklung sowie Evaluation für zahlreiche Bereiche der zivilen Luftfahrt.

## Verkehrszahlen
| Jahr | Fluggastaufkommen | Flugbewegungen (PANYNJ) | Flugbewegungen (ACI, mit Militär) |
| ---- | ----------------- | ----------------------- | --------------------------------- |
| 2019 | 1.134.745         | -                       |                                   |
| 2018 | 1.164.937         | -                       |                                   |
| 2017 | 1.102.092         | -                       | 57.110                            |
| 2016 | 1.207.273         | 26.470                  | 60.734                            |
| 2015 | 1.200.282         | 27.408                  | 67.943                            |
| 2014 | 1.211.667         | 29.719                  | 74.725                            |
| 2013 | 1.132.898         | 30.240                  | 67.071                            |
| 2012 | 1.385.638         | 31.203                  | 73.673                            |
| 2011 | 1.394.666         | 33.212                  | 82.031                            |
| 2010 | 1.426.799         | 38.267                  | 95.842                            |
| 2009 | 1.122.816         | 35.565                  | 90.967                            |
| 2008 | 1.097.837         | 39.421                  | 90.325                            |
| 2007 | 1.176.631         | 43.018                  | 105.994                           |
| 2006 | 948.336           | 48.233                  | 121.852                           |
| 2005 | 980.477           | 46.671                  | 115.557                           |
| 2004 | 1.050.172         | 47.028                  | 115.570                           |
| 2003 | 1.002.470         | 43.654                  | 116.255                           |
| 2002 | 902.196           | 45,013                  | 122.408                           |
| 2001 | 828.351           | 43.414                  | 122.196                           |
| 2000 | 632.691           | 44.397                  | 137.990                           |
| 1999 | 1.008.817         | -                       | 129.844                           |
| 1998 | 1.030.877         | -                       | 144.149                           |

1. ↑  Bis 1999
2. ↑  Bis 2016

### Verkehrsreichste Strecken
| Rang | Stadt                        | Passagiere | Fluggesellschaft |
| ---- | ---------------------------- | ---------- | ---------------- |
| 01   | Fort Lauderdale, Florida     | 135.640    | Spirit           |
| 02   | Orlando, Florida             | 128.040    | Spirit           |
| 03   | Fort Myers, Florida          | 82.590     | Spirit           |
| 04   | Tampa, Florida               | 61.470     | Spirit           |
| 05   | Myrtle Beach, South Carolina | 50.890     | Spirit           |
| 06   | West Palm Beach, Florida     | 31.210     | Spirit           |
| 07   | Atlanta, Georgia             | 27.690     | Spirit           |
| 08   | New York–JFK, New York       | 1.010      | k. A.            |
| 09   | Newark, New Jersey           | 140        | k. A.            |
| 10   | New York–LaGuardia, New York | 140        | k. A.            |

## Air base
Seit 1958 beherbergt der Flughafen die Atlantic City Air National Guard Base und den 177th Fighter Wing (177 FW), eine dem Air Combat Command (ACC) unterstellte Einheit der New Jersey Air National Guard, die den F-16C/D Fighting Falcon einsetzt.
ACY ist auch die Heimat der Coast Guard Air Station Atlantic City der US-Küstenwache. CGAS Atlantic City wurde am 18. Mai 1998 eröffnet und ist die neueste und größte Einrichtung der Coast Guard Air Stations.

## Zwischenfälle
- Am 28. April 1968 verunglückte eine Douglas DC-8-31 auf dem Flughafen Atlantic City. Die vier Besatzungsmitglieder, die einen Trainingsflug absolvierten, überlebten den Zwischenfall. Das Flugzeug wurde als Totalverlust abgeschrieben.[17]
- Am 26. Juli 1969 simulierte die Besatzung einer Boeing 707-331C der Trans World Airlines auf einem Trainingsflug einen Triebwerksausfall, indem Triebwerk Nr. 4 in den Leerlauf geschaltet wurde. Als bei Erreichen der Entscheidungsflughöhe ein Fehlanflug eingeleitet werden sollte, ließen sich weder die Landeklappen noch das Fahrwerk wieder einfahren. Die Besatzung schaltete die Hydrauliksysteme ab, ohne Triebwerk Nr. 4 wieder aktiviert zu haben. Sie verlor dabei die Kontrolle über die Maschine, welche nach rechts rollte und in einen Sinkflug überging. Das Flugzeug schlug auf dem Boden auf und ging in Flammen auf, die fünfköpfige Besatzung kam ums Leben (siehe auch Trans-World-Airlines-Flug 5787).[18]